# Enostom

Enostom im Köpfchen ersten Mittelhandknochens

Das Enostom, auch Kompaktainsel, Enosteom oder engl. bone island genannt, ist eine Insel kortikalen Knochens im Markraum, in der Regel eines Röhrenknochens. Das Enostom ist ein häufiger, gutartiger Nebenbefund und stellt sich als meist ovoide oder runde Zone vermehrter Dichte (Sklerosierung) dar. In der Skelettszintigrafie ist dieser Befund negativ und kann so von osteoplastischen (knochenbildenden) Knochenmetastasen unterschieden werden.